# Antoine de Genssane
Antoine de Genssane (Pontechianale, 6 februari 1708 - Villefort, 19 november 1785) was een Franse mijnbouwkundige, uitvinder en schrijver, hij was een veelzijdig man die veel reisde en onderzoek deed.

## Levensloop

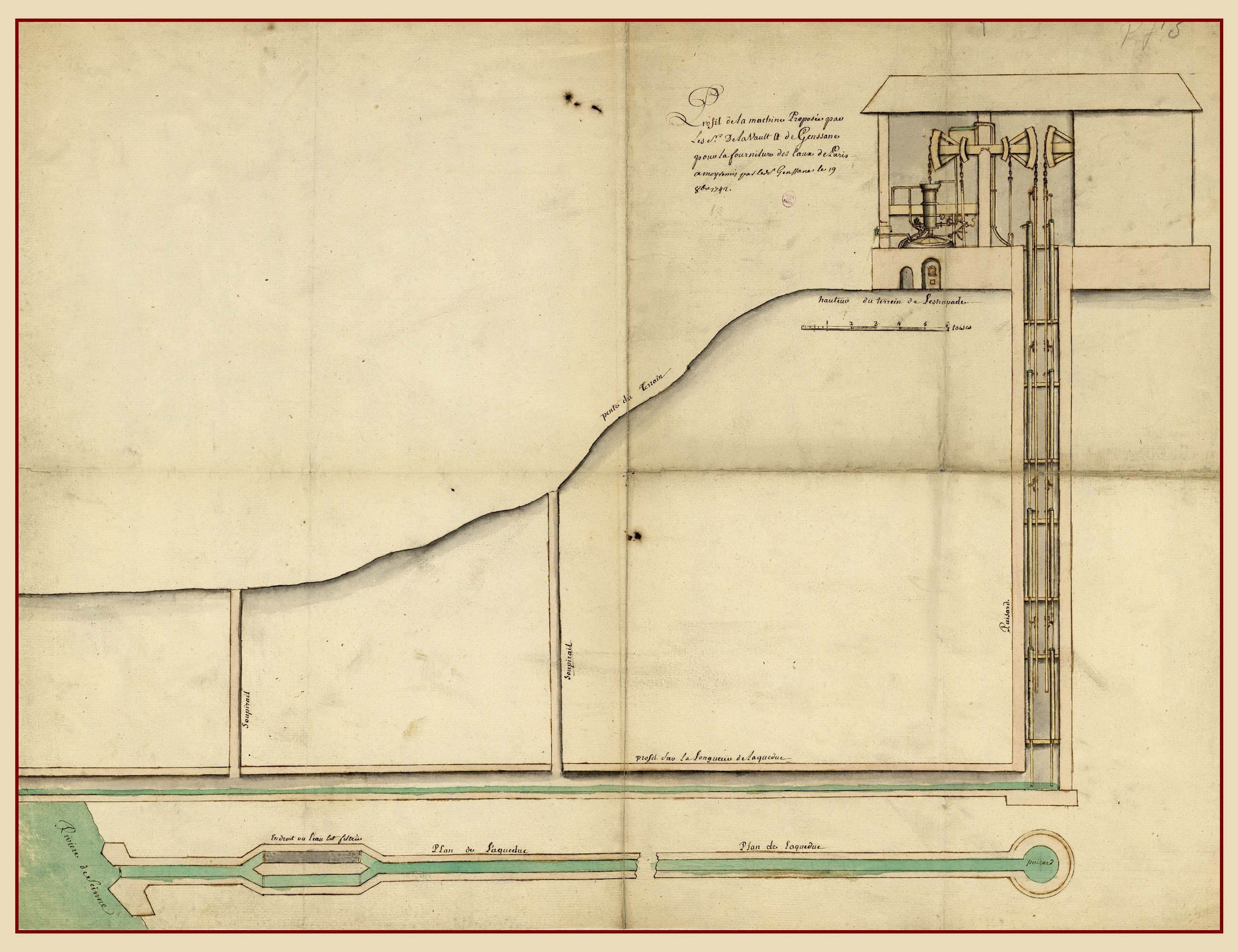
Profil de la machine proposée par les sieurs de la Vault et de Genssane pour la fourniture des eaux de Paris, de Genssane

Antoine was de zoon van Antoine Gensanne, landeigenaar in de Château-Dauphin-vallei (Casteldelfino) en Anne-Marie Meyer.
Hij studeerde aan de Academie van Wetenschappen van Montpellier wis- en natuurkunde, rond 1736 werd hij toegelaten tot de Academie van Wetenschappen van Montpellier.
In 1736 publiceerde hij zijn eerste werk: "manuscrit intitulé Description d’un planisphère, cadran et machine, pour observer les astres par le méridien",
daarna volgden nog vele publicatie van zijn hand.
In deze periode interesseerde hij zich in hydraulica, hij liep stage bij Claude-Thomas Dupuy die in 1736 een nieuw type pomp had ontwikkeld.
Na het overlijden van Dupuy (15 september 1738) voltooide hij, op verzoek van de weduwe Marie-Madeleine Lefouyn, het werk en bedacht ook oplossingen voor het tekort aan (drink)water in de hoger gelegen delen van Parijs, een plan om met een waterrad aan de oever van de Seine water op te pompen en in samenwerking met de la Vaul, ook een plan om toevoerriolen vanuit de Seine aan te leggen en daaruit water omhoog te pompen. (Parijs moest echter tot eind 19e eeuw wachten op voldoende water.)
In 1738 schreef hij nog een brief aan de weduwe van Dupuy dat de experimenten met de pomp goed verlopen waren.
In 1738 ontving hij de titel hij de titel "Ingénieur du Roi", hierna wijzigde zich zijn belangstelling en concentreerde hij zich voornamelijk op de mijnbouwkunde.
1741 voltooide hij de opdracht van de weduwe van Dupuy om het water weg te pompen uit de de mijnen van Pont-Péan.
In 1742 trouwde hij met Françoise Jouniaux, het echtpaar kreeg een zoon Antoine-François in dat jaar ontwierp hij een verbetering van de Nederlandse papiermolens, die in Frankrijk werden gebruikt.
In 1743 sloot hij zich aan bij het, in 1742 met Brits kapitaal opgerichte, mijnbouwbedrijf "Compagnie des mines d'Alsace et de Franche-Comté". Deze organisatie had tot doel de exploitatie van de non-ferro-afzettingen van de regio Comté, het graafschap Belfort en de vallei van Saint-Amarin in de provincie Urbès. 
Hij werd aangesteld als algemeen directeur en was eveneens hoofdtechnicus van het bedrijf.
Na de reorganisatie van het bedrijf in 1751 werd Gensanne de belangrijkste concessiehouder van zilver- en kopermijnen in het zuiden van de Elzas en het noorden van de Franche-Comté.
In de periode 1748-1749 maakte hij een inspectiereis in de domeinen van de abdij van Lure en in alle valleien en dalen van de Haute-Elzas.
Hij blies de activiteiten van die regio nieuw leven in door de oude mijnputten te heropenen, hij stuurde arbeiders naar de koperaders die ontdekt waren in Osenbach (in toenmalige land van de prins-bisschop van Straatsburg)
en naar Urbès. Hij verwierf daar in 1752 de exclusieve concessies en richtte en eigen mijnbouwbedrijf op en startte met de werkzaamheden in de buurt van Bussang, ook liet hij in Urbès een gieterij bouwen.
De herontdekking van de kolenmijnen van de regio Belfort (Ronchamp en Champagney) was eveneens te danken aan Genssane, zij speelden een belangrijke rol in de ontwikkeling van de industrie in de regio Mulhouse. 
In 1757 werd hij, na de acceptatie van zijn onderzoek, corresponderend lid van Académie royale des sciences de Paris.
In 1763 werd hij, na het beëindigen van zijn activiteiten in de regio en Urbès, aangesteld als directeur van de "Compagnie des mines du Roussillon" in Arles-sur-Tech. Dit bedrijf ging echter spoedig failliet waarna hij terugkeerde naar Montpellier om zich aan zijn onderzoek en inspectiebezoeken te wijden.
In de periode 1770 tot 1776 maakte hij reizen in opdracht van mijnbouwondernemers in het vorstendom Nassau-Saarbrücken, Trier, Hayange en Montcenis.
De Gensanne werd toen door de Staten van de Languedoc benoemd tot commissaris "voor de algemene inspectie van mijnen en andere grondstoffen in de bodem van de provincie".
Op 15 februari 1781 werd hij buitengewoon medewerker van de Academie van Wetenschappen van Montpellier en verhuisde naar Villefort.
Zijn zoon Antoine-François die volgde zijn vader op als inspecteur van de mijnen van de Languedoc en werd vervolgens concessiehouder van de mijnen van de Cevennen en directeur van de Villefort activiteiten.
Antoine overleed 19 november 1785 in Villefort.

## Uitvindingen
geregistreerde uitvindingen in "Machines & inventions approuvées par l'Académie Royale des Sciences".
- 1736, Instrument Astrominique (astronomisch instrument).
- 1741, Pompe pour éteindre les indencies, (brandweerpomp) , Machine Hydraulique (diepwelpomp aangedreven door waterkracht), La machine à Lanternes substituee à la place des manivelles, (aandrijving en overbrenging m.b.v. tandraderen ter vervanging van het liersysteenm van Dupuy) en niveau (construit de manière que ses pièces essentielles soient à l’abri du vent), (waterpastoestel waarvan de essentiële onderdelen beschut zijn tegen de wind).
- 1742, Moulin à Papier, (papiermolen).
- 1744, Machine pour élever l'Eau par le moyen du Feu (waterpomp op stoomdruk).

## Afbeeldingen

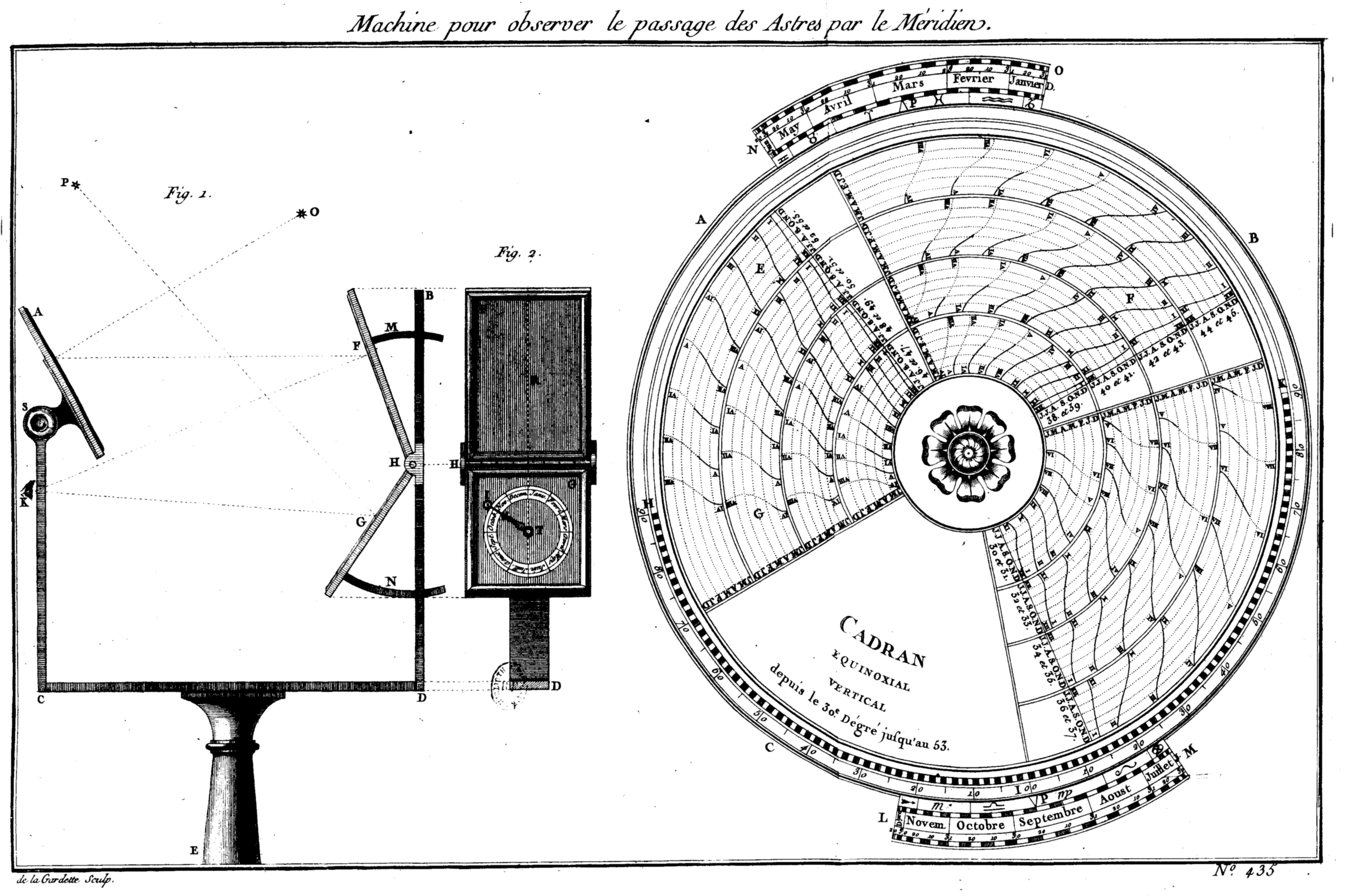
1736, Met dit instrument kan men zien wanneer- en dat een ster de meridiaan passeert.
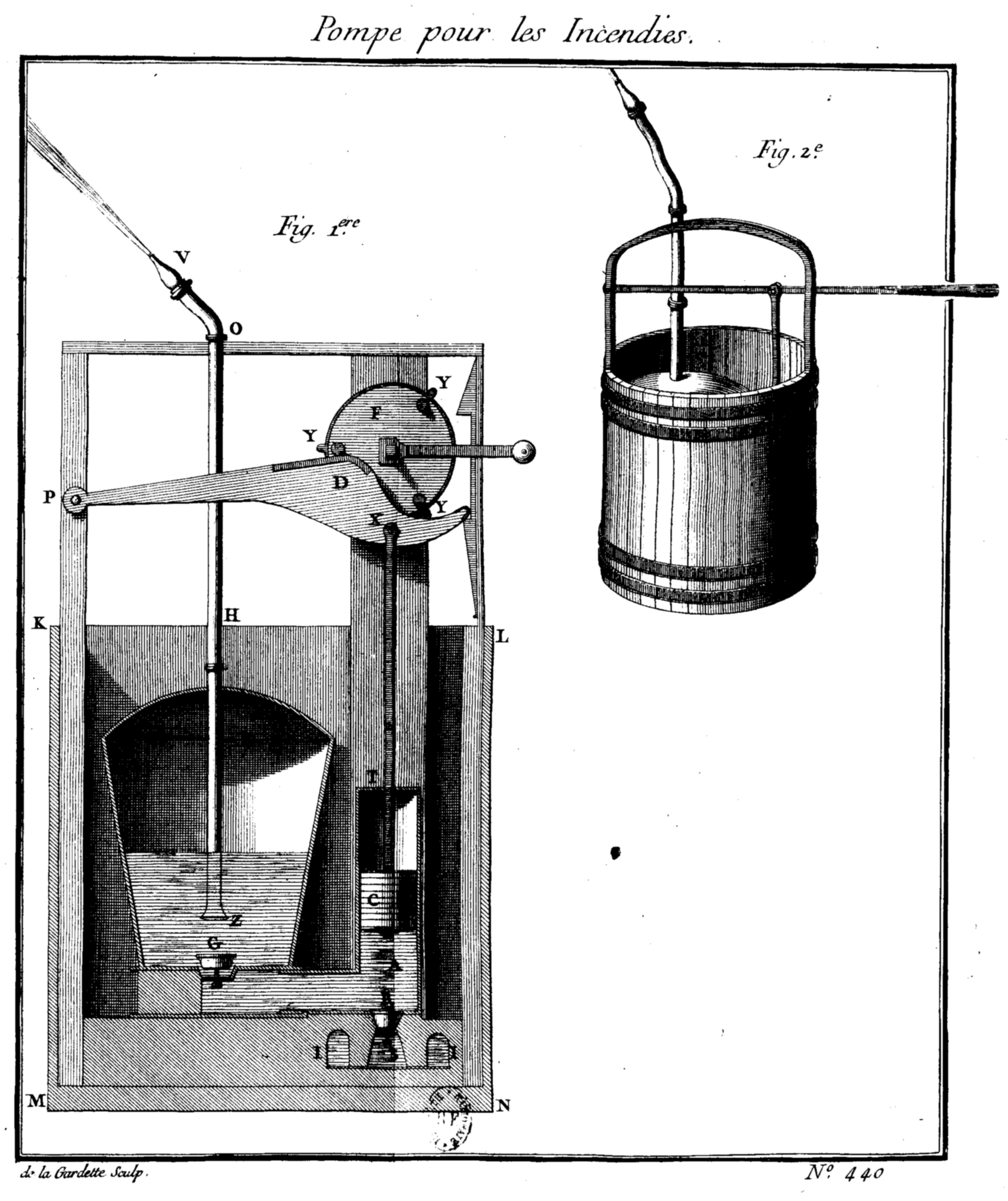
1741, Met deze pomp kon een persoon per minuut 53 pint (27 liter water) 35 à 40 voet (10 meter)  omhoog pompen. (Dat is ongeveer 5 maal zoveel als wat uit een huishoudelijk kraan komt (2024).)
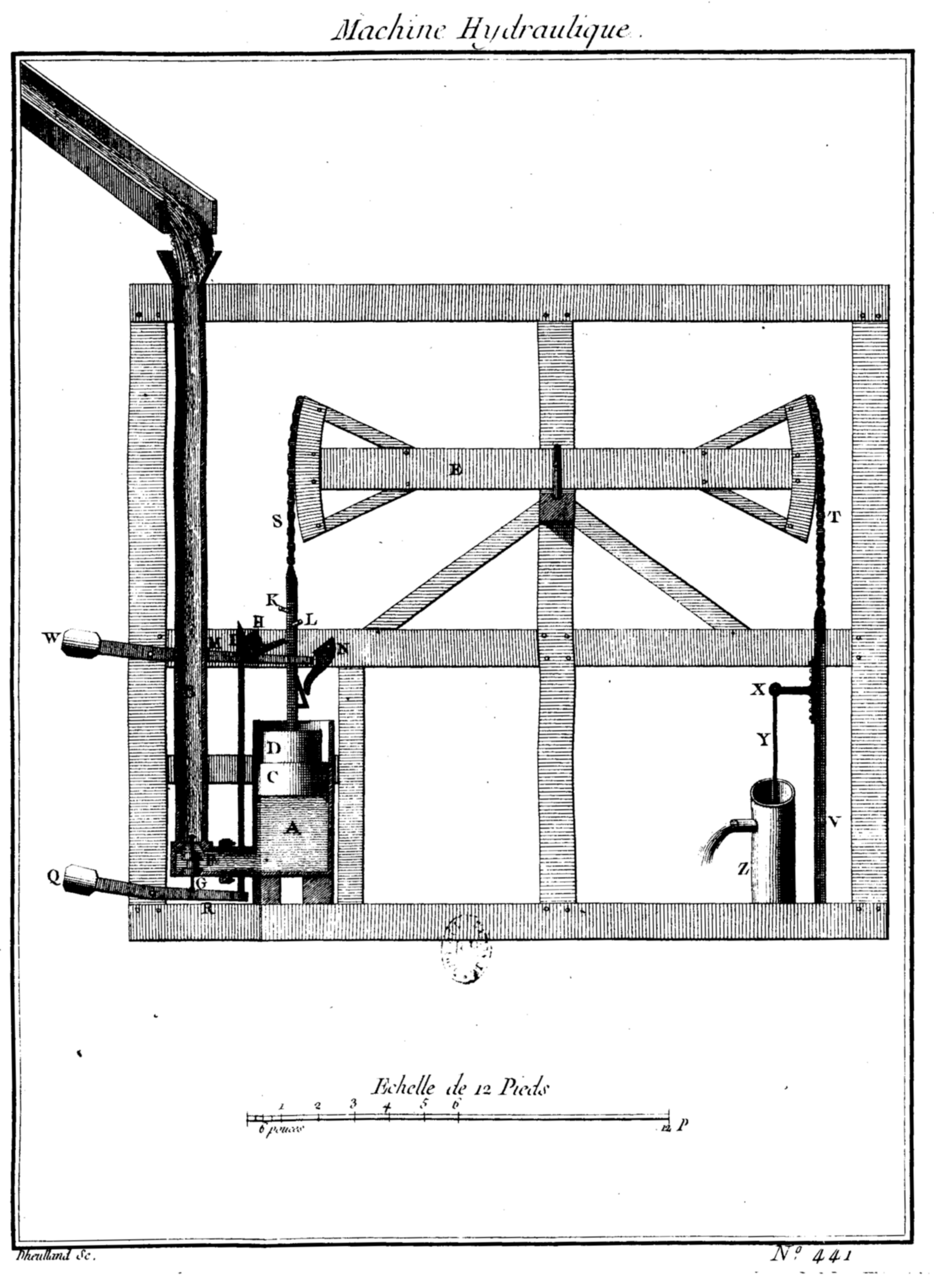
1741, Verbeteringen aan de pomp van Dupuy voor het droog houden van de loodmijnen van Pont-Péan.
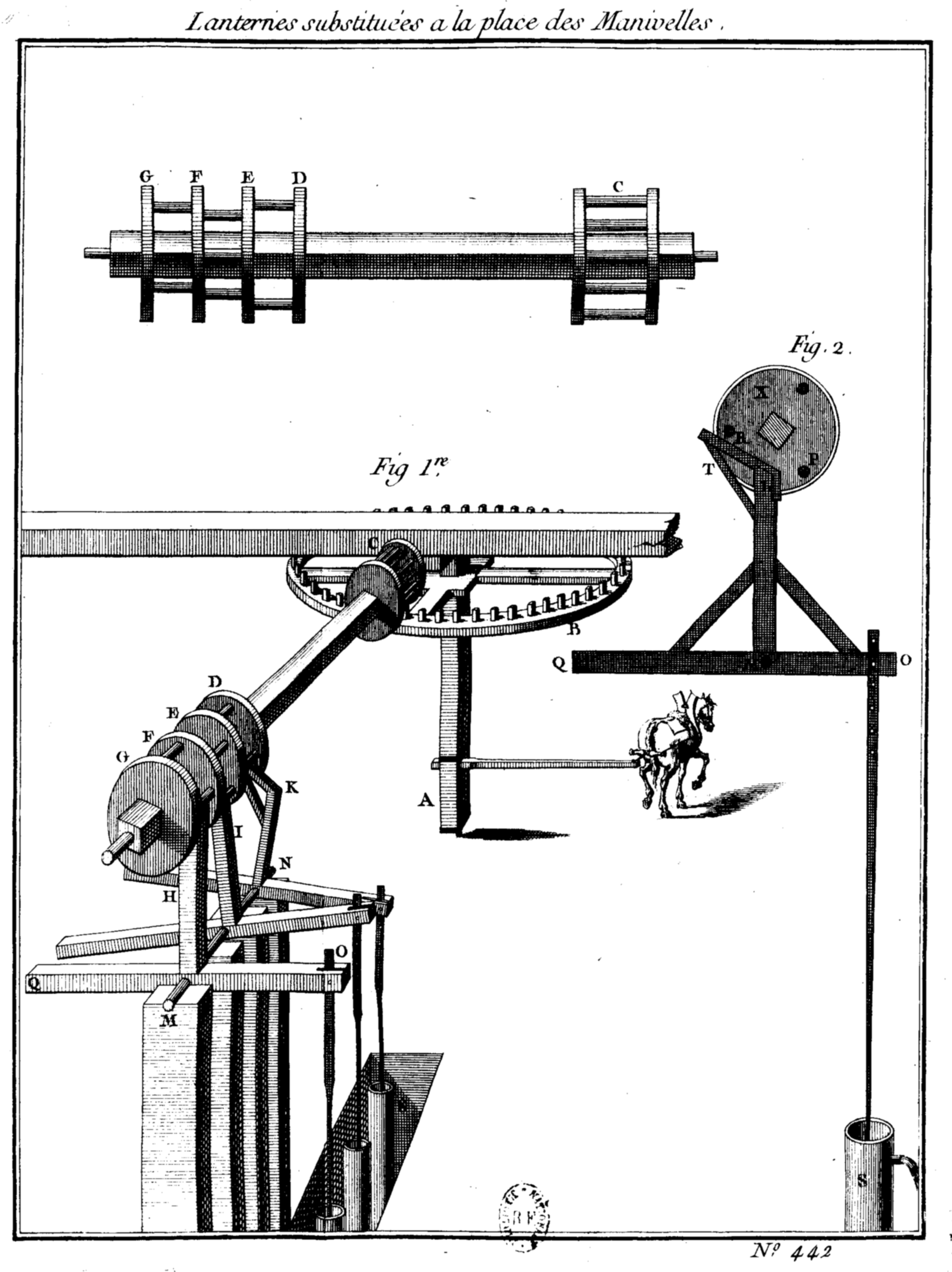
1741, deze aandrijving loopt soepel en kan de verlangde krachten verdragen, de pomp is in staat een waterkolom van 118 voet (38 meter) met een diameter van 20 pouces (55 cm) tot stand te brengen.
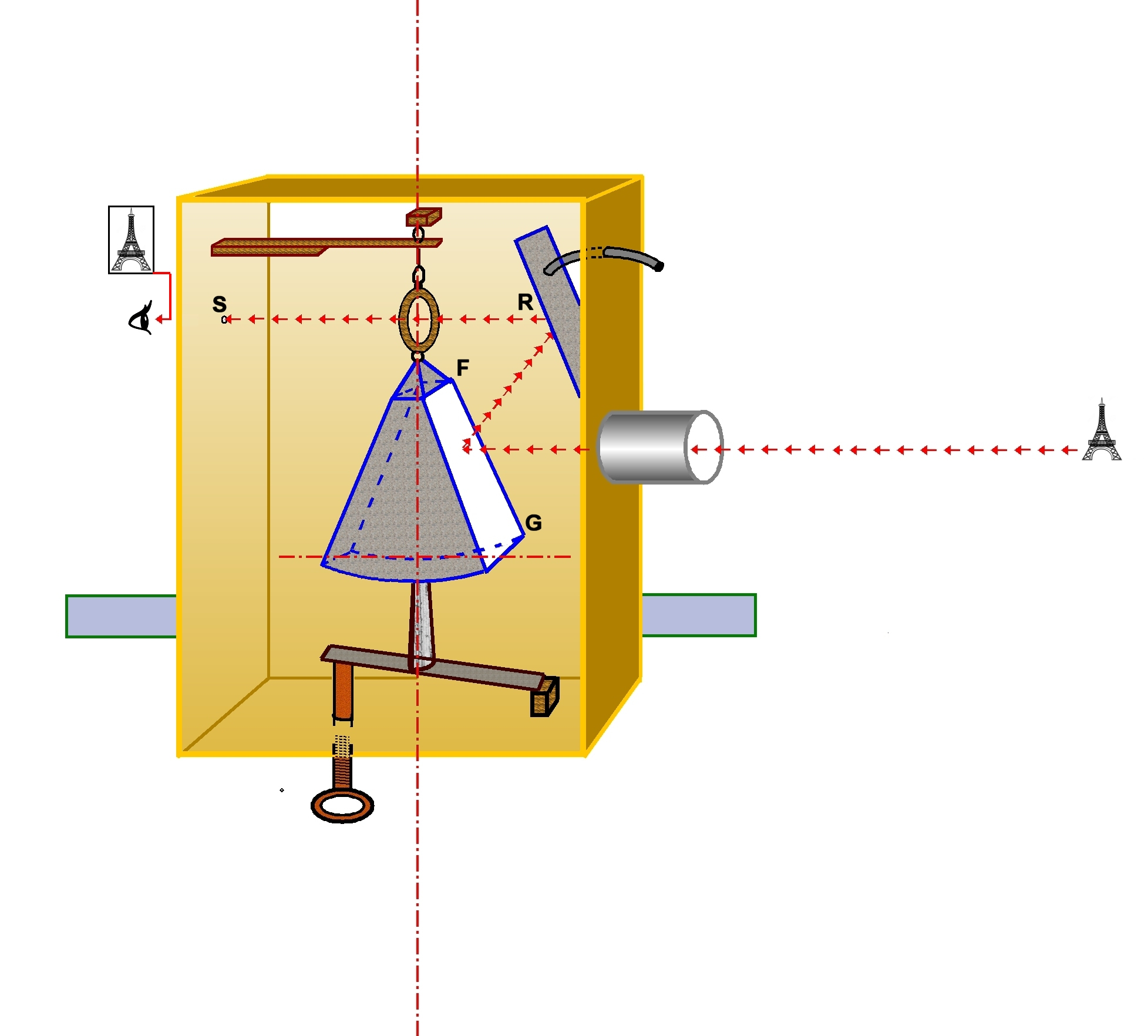
1741, Waterpasinstrument gebruik: Richt de telescoop op het focuspunt, het object wordt afgebeeld zoals we het zien in de spiegel F-G en wordt gereflecteerd in de spiegel R en is dan zichtbaar in S.
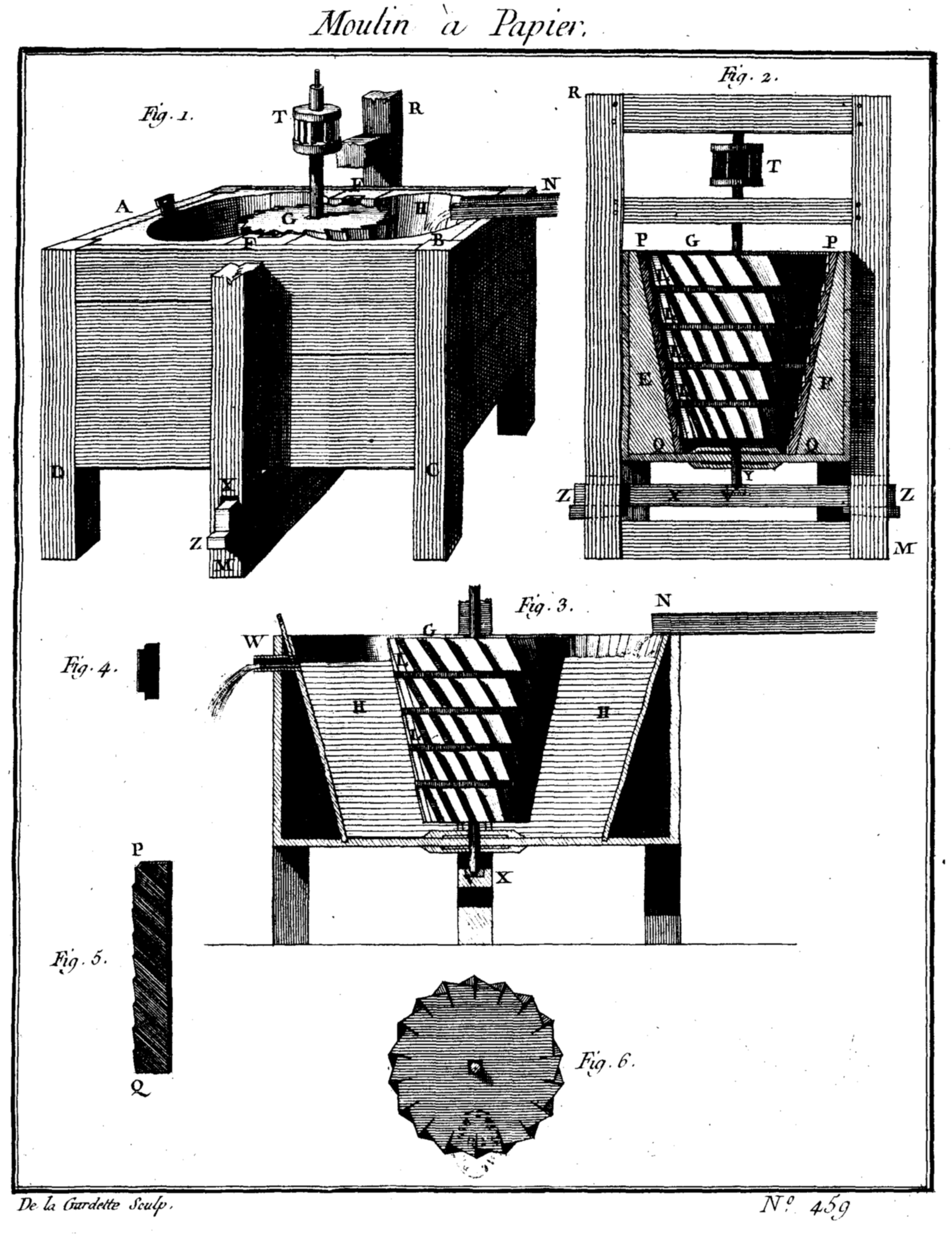
1742, Verbetering van de Hollandse papiermolens, in plaats van pennen, die snel afbreken, werden messen op een kegel gemonteerd die de lompen vermaalden.
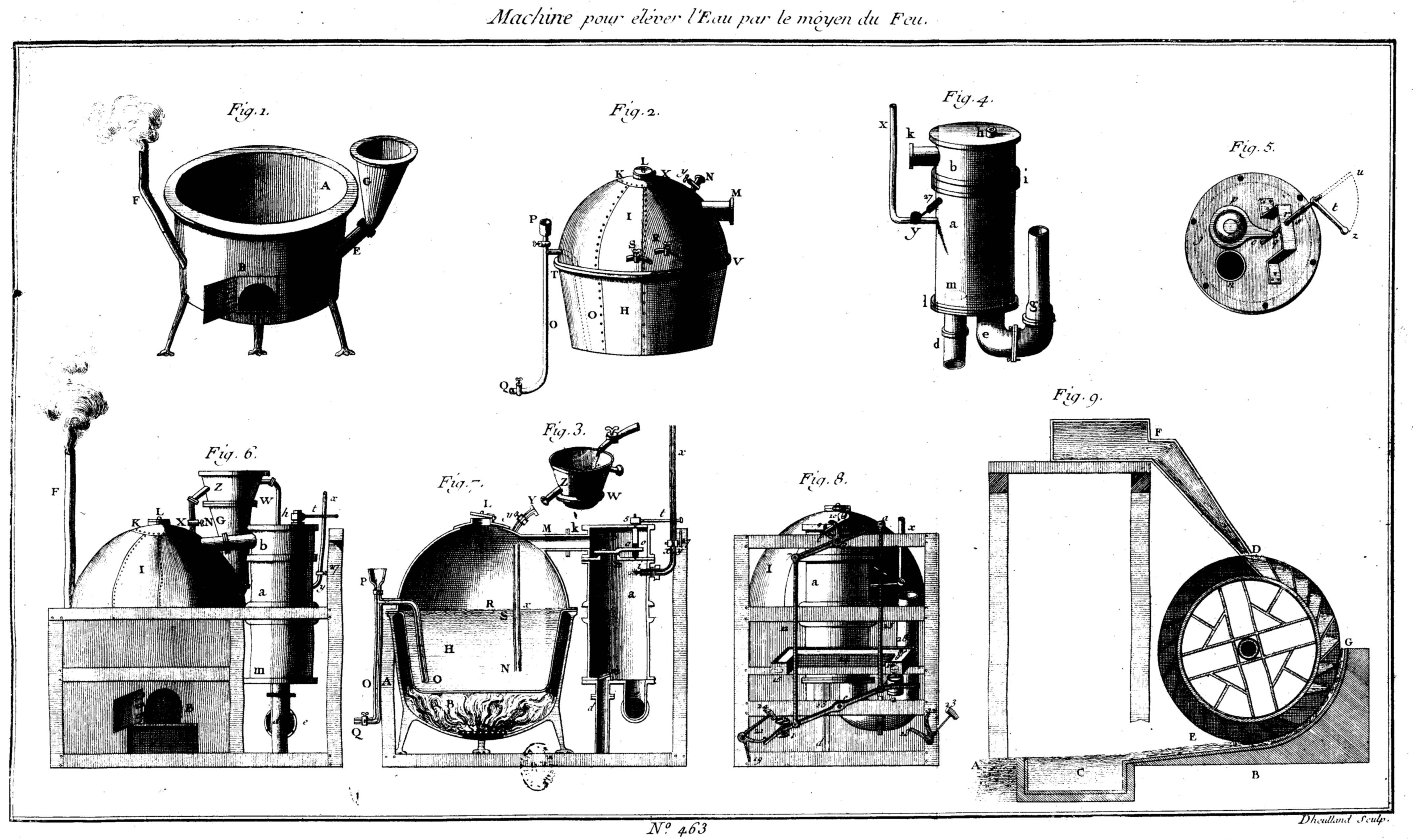
1744, een verbetering van eenzelfde apparaat van Bossand uit 1727, het verschil was dat deze machine geheel automatisch werkte en er geen personeel nodig was om het proces gaande te houden.

## Publicaties
- 1736, "Histoire naturelle de la province de Languedoc". II, partie minéralogique et géoponique. Montpellier, 1776-1779, 5 volumes.
- 1736, "Description d'un planisphère, cadran et machine, pour observer les astres par le méridien".
- 1738, "D’Observations sur un météore igné en forme de comète"
- 1741, "pour le dégagement des puits et des galeries", "Manière d’employer l’eau pour les pompes", "Nouvelle correction faite aux pompes" & "Observations sur un niveau construit de manière que ses pièces essentielles soient à l’abri du vent. Établi à Paris à partir de
- 1744, "Correction faite à la pompe à feu".
- 1763, "Sur l’exploitation des mines d’Alsace et du comté de Bourgogne", (les Mémoires de mathématique et de physique… (deel 4 IV, Paris, 1763)
- 1772, herdruk van "Sur l’exploitation des mines d’Alsace et du comté de Bourgogne" in Les anciens minéralogistes"" deel 2.
- 1770, 1776 "Traité de la fonte des mines par le feu du charbon de terre", 2 delen, Parijs.
- 1776, "La géométrie souterraine ou Traité de géométrie appliqué à l’usage des travaux des mines.
- 1776 - 1779, "L’Histoire naturelle de la province du Languedoc, partie minéralogique et géoponique", met regelgeving over de wijze van exploiteren van kolenmijnen, 5 delen, Montpellier.
- 1780, "La géométrie souterraine, ou Traité de géométrie-pratique, appliqué a l'usage des travaux des mines".
- 1780, "Mémoire sur la manière de préparer le charbon de terre et de le rendre propre à remplacer le charbon de bois dans les forges à fer et autres usages".
- 1781, "Mémoire sur les fossiles du Bas-Dauphiné", Avignon.